# Old Penguin Rookery
Koordinaten: 77° 33′ S, 166° 10′ O

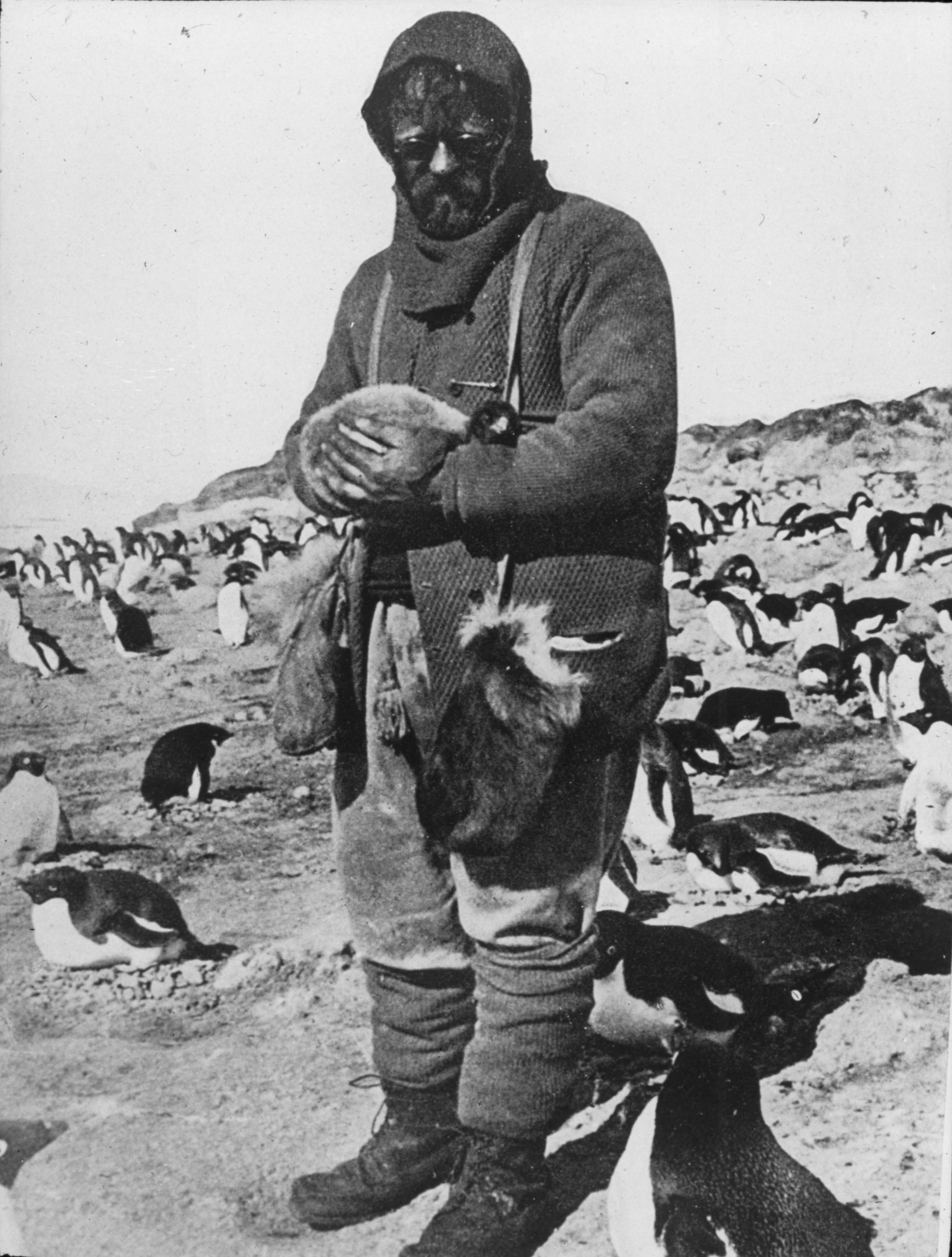
James Murray, Biologe der Nimrod-Expedition, in der Old Penguin Rookery (ca. 1908)

Die Old Penguin Rookery (englisch für Alte Pinguin-Kolonie) ist eine Brutkolonie der Adeliepinguine auf der antarktischen Ross-Insel. Sie liegt am Blacksand Beach nahe dem Kap Royds.
Teilnehmer der Nimrod-Expedition (1907–1909) unter der Leitung des britischen Polarforschers Ernest Shackleton benannten sie.